# اتحاد یهودیت توراتی
اتحاد یهودیت توراتی (به عبری: יַהֲדוּת הַתּוֹרָה הַמְאוּחֶדֶת یَهدوت هَتوراه هَماوحدِت) ائتلافی از دو حزب سنت‌گرای یهودی آگودات اسرائیل و دگل تورات است که از سال ۱۹۹۲ در انتخابات پارلمان اسرائیل (کنست) با یک فهرست مشترک شرکت می‌کنند. این دو حزب توافق کاملی در مورد موضوعات سیاسی ندارند اما توانسته‌اند ائتلاف خود را در طول این سال‌ها حفظ کنند تا کرسی‌های بیشتری را در پارلمان به دست آورند.
رهبران اتحاد یهودیت توراتی از مقامات مذهبی هستند. آنها نیز مثل حزب شاس طرفدار حکومت مذهبی است اما شاس نماینده یهودیت سفاردی (یهودیان بومی خاورمیانه، جنوب اروپا و شمال آفریقا) است در حالیکه بیشتر اعضای اتحادیه یهودیت توراتی از یهودیان اشکنازی (یهودیان اروپای شرقی) هستند.
اتحاد یهودیت توراتی همچون شاس حزبی صهیونیستی نیست و از قبول مقام وزارت در کابینه خودداری می‌کند. یاکوب لیتزمن، رهبر حزب در سال ۲۰۱۳ طرحی را به کنست ارائه داد که هرگونه تصمیم‌گیری دولت درباره سرنوشت بیت‌المقدس در مذاکرات صلح را به تایید کنست مشروط می‌کند. آنها همچنین موضعی در قبال ادامه شهرک‌سازی در کرانه باختری ندارند.
بهترین نتیجه اتحاد یهودیت توراتی در انتخابات ۲۰۱۳ بود که به ۷ کرسی پارلمان رسیدند. آنها در انتخابات ۲۰۱۵ نیز ۶ کرسی را به دست آوردند.

## ساختار
اتحاد یهودیت توراتی ائتلافی از دو حزب مذهبی اولترااورتدوکس یهودی است:
- دگل هاتوراه (پرچم (دکل) تورات) حزبی به رهبری مقامات ارشد مذهبی یهودیت اشکنازی حریدی غیرحسیدی است.
- آگودات اسرائیل (اتحاد اسرائیل) را پیروان یهودیت حسیدی از جمله اشکنازی‌ها رهبری می‌کنند.